# 1971년 김포시 총기 난사 사건
1971년 김포시 총기 난사 사건은 1971년 1월 18일, 대한민국 해병대 공경렬 하사가 대한민국 김포시에서 총격을 가해 6명이 사망하고 4명이 부상을 입은 뒤 스스로 목숨을 끊은 사건이다.
공경렬은 그날 밤 술자리를 마친 뒤 해병대 캠프 내부에서 수류탄 두 개를 터뜨린 뒤 인근 마을로 달려가 M-16 돌격소총으로 군인 2명과 마을 주민 4명을 사살하고 다른 마을 주민 4명에게도 부상을 입혔다. 그 후 27세의 그는 산으로 도망쳐 자살했다.